# Hybomitra tarandinoides
Hybomitra tarandinoides är en tvåvingeart som först beskrevs av Olsufjev 1936.  Hybomitra tarandinoides ingår i släktet Hybomitra och familjen bromsar. Inga underarter finns listade i Catalogue of Life.